# Supernova (альбом)
Supernova — второй полноформатный альбом от немецкой группы Erdling. Релиз состоялся в марте 2017 года. После выхода его в свет, многие заговорили о возрождении такого жанра, как NDH и после первого месяца, альбом закрепился на 56 месте в немецких чартах. Альбом выпускался и стандартной версии и в Deluxe Edition. Этот альбом отличался от дебютного Aus den Tiefen своею мрачностью и более быстрой динамикой.

## Об альбоме
Обложкой к альбому занимался дизайнер Моритц Майбаум, так же, он и разрабатывал оформление буклетов с текстами. Несмотря на то что, у полноформатника имеется две вариации, то обложка осталась без изменений.
Ещё до выхода альбома Supernova, на последних концертах тура Aus den Tiefen, игралась песня «Mein Element». Как только вышли остальные песни, из 12-ти игралось только половина.

## Список композиций
Тексты к альбому были написаны ударником Никласом Калем и солистом Нилом Девином.
| №   | Название                                        | Длительность |
| --- | ----------------------------------------------- | ------------ |
| 1.  | «Absolutus Rex» (Абсолютный король)             | 3:43         |
| 2.  | «Es Gibt Dich Nicht» (Тебя здесь нет)           | 3:31         |
| 3.  | «Mein Element» (Мой элемент)                    | 3:33         |
| 4.  | «Kein Schatten Ohne Licht» (Нет тени без света) | 4:06         |
| 5.  | «Angst» (Страх)                                 | 3:10         |
| 6.  | «Unantastbar» (Неприкасаемый)                   | 3:28         |
| 7.  | «Frei Wie Der Wind» (Свободны, как ветер)       | 3:57         |
| 8.  | «Supernova» (Сверхновая)                        | 3:51         |
| 9.  | «Über-Ich» (О-я)                                | 3:19         |
| 10. | «Getrieben Von Hass» (Движимый ненавистью)      | 3:40         |
| 11. | «Phönix» (Феникс)                               | 3:45         |
| 12. | «Als Ich Gott Erschuf» (Когда я создал Бога)    | 3:38         |

## Бонус треки
| №  | Название                                                            | Длительность |
| -- | ------------------------------------------------------------------- | ------------ |
| 1. | «Getrieben Von Hass (feat Marc from Caliban)» (Движимый ненавистью) | 3:45         |
| 2. | «Es Gibt Dich Nicht (Heldmaschine Remix)» (Тебя здесь нет)          | 3:21         |
| 3. | «Absolutus Rex (To the Rats and Wolves Remix)» (Абсолютный король)  | 3:19         |
| 4. | «Supernova (Symphonic Version by Niklas Kahl)» (Сверхновая)         | 3:50         |
| 5. | «Angst (Rape Me Like 1992 by Andy Brings)» (Страх)                  | 2:35         |
| 6. | «Mein Element (Ballad Version by Neill Devin)» (Мой элемент)        | 3:17         |
| 7. | «Mein Element (Calibre Infinite Remix)» (Мой элемент)               | 3:59         |

## Синглы
- «Mein Element» (2016)
- «Absolutus Rex» (2017)

## Участники записи
- Нил Девин — автор текстов, вокал, гитара, программирование
- Никлас Каль — автор текстов, ударные
- Нено Кнукле — гитара
- Нэтан Пирсон — бас-гитара